# Афлу
Афлу (араб. أفلو‎) — город на севере центральной части Алжира, на территории вилайета Лагуат. Административный центр одноимённого округа.

## Географическое положение
Город находится в северо-западной части вилайи, на территории горного массива Джебель-Амур, на высоте 1 430 метров над уровнем моря.

Афлу расположен на расстоянии приблизительно 305 километров к юго-юго-западу (SSW) от столицы страны Алжира.

## Демография
По данным переписи, на 2008 год население составляло 102 025 человека.
Динамика численности населения города по годам:
| 1977   | 1987   | 1998   | 2008    | 2012    |
| ------ | ------ | ------ | ------- | ------- |
| 16 320 | 29 890 | 52 352 | 102 025 | 135 379 |